# کافه دو فلور

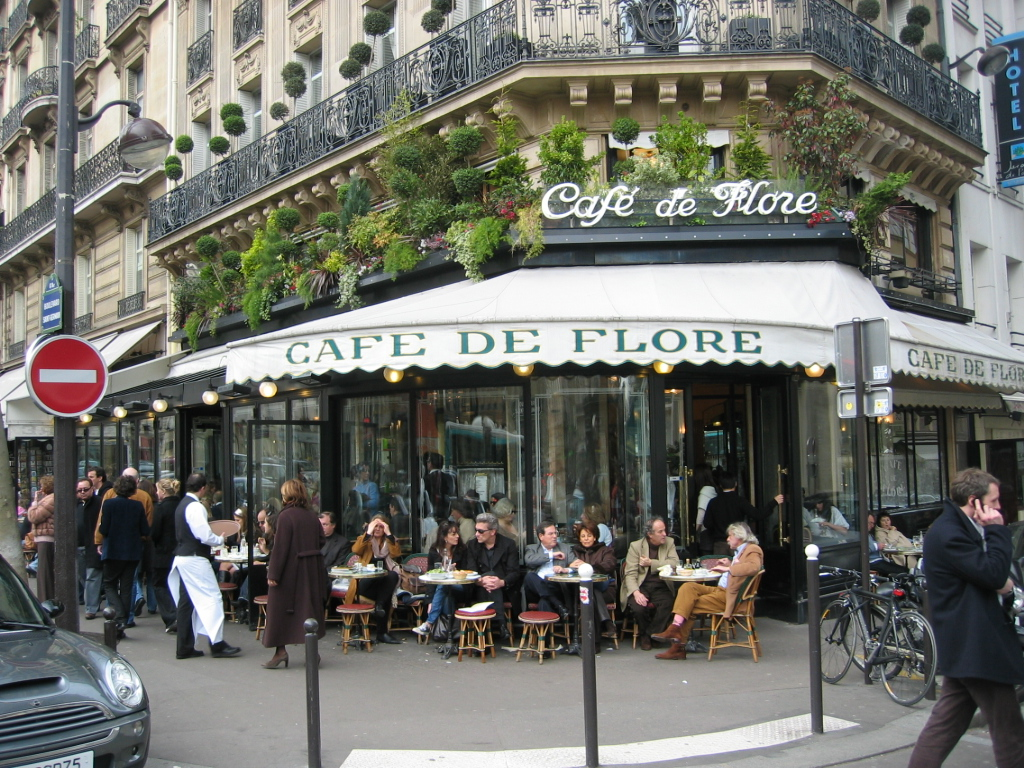
تراس کافه فلور

کافه دو فلور (به فرانسوی Café de Flore)در بلوار سن ژرمن واقع در منطقه ۶ پاریس در کشور فرانسه قرار دارد.
این کافه در سال ۱۸۸۷ در اوایل سومین جمهوری فرانسه باز شد و نامش را از مجسمه‌ای که در آن سوی بلوار قرار دارد به عاریت گرفته است. این کافه محل رفت‌وآمد روشنفکران بسیاری از جمله ژان پل سارتر و سیمون دو بوار بود. انجمن آزادی‌خواهی «آزادی عزیز» (liberte cherie)دائماً کنفرانس‌هایی را با شرکت سایر آزادیخواهان در این کافه برگزار می‌کند.
کافه دو فلور هر سال در ماه سپتامبر، پذیرای هیئت داوری جایزه ادبی فلور می‌باشد که جایزه‌ای را به نویسنده‌ای جوان برگزیده اهدا می‌نماید.

## نگارخانه

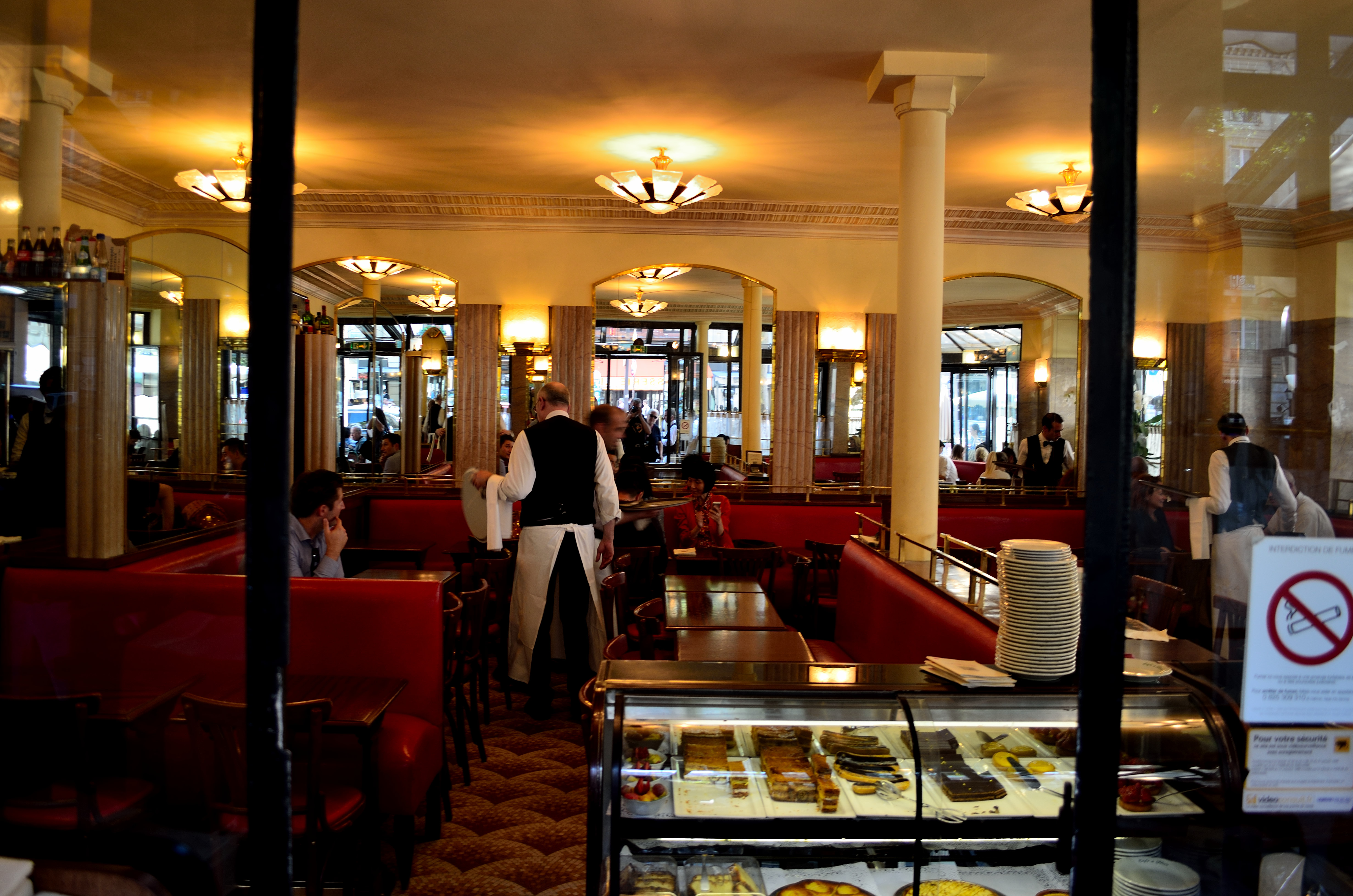
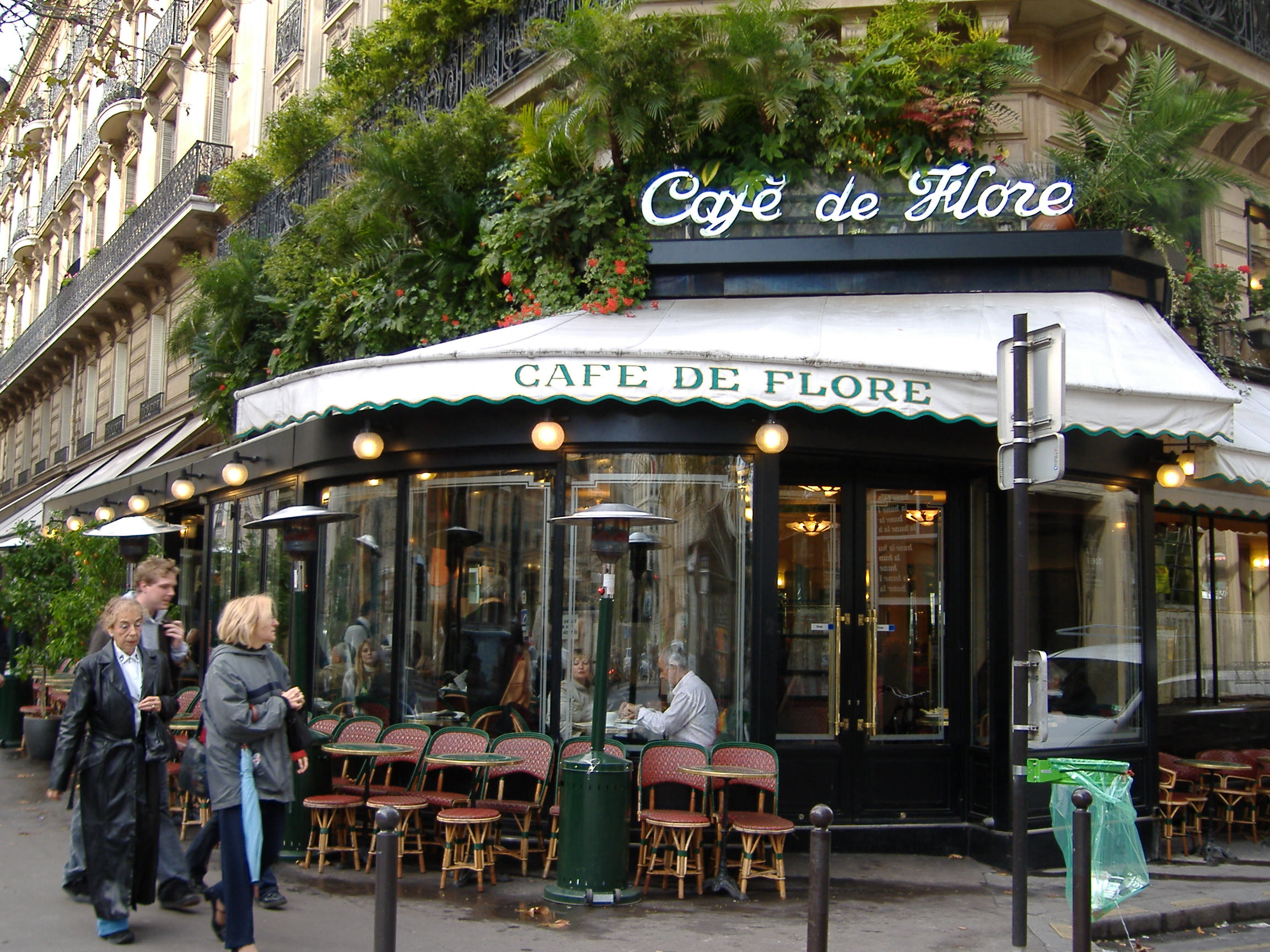
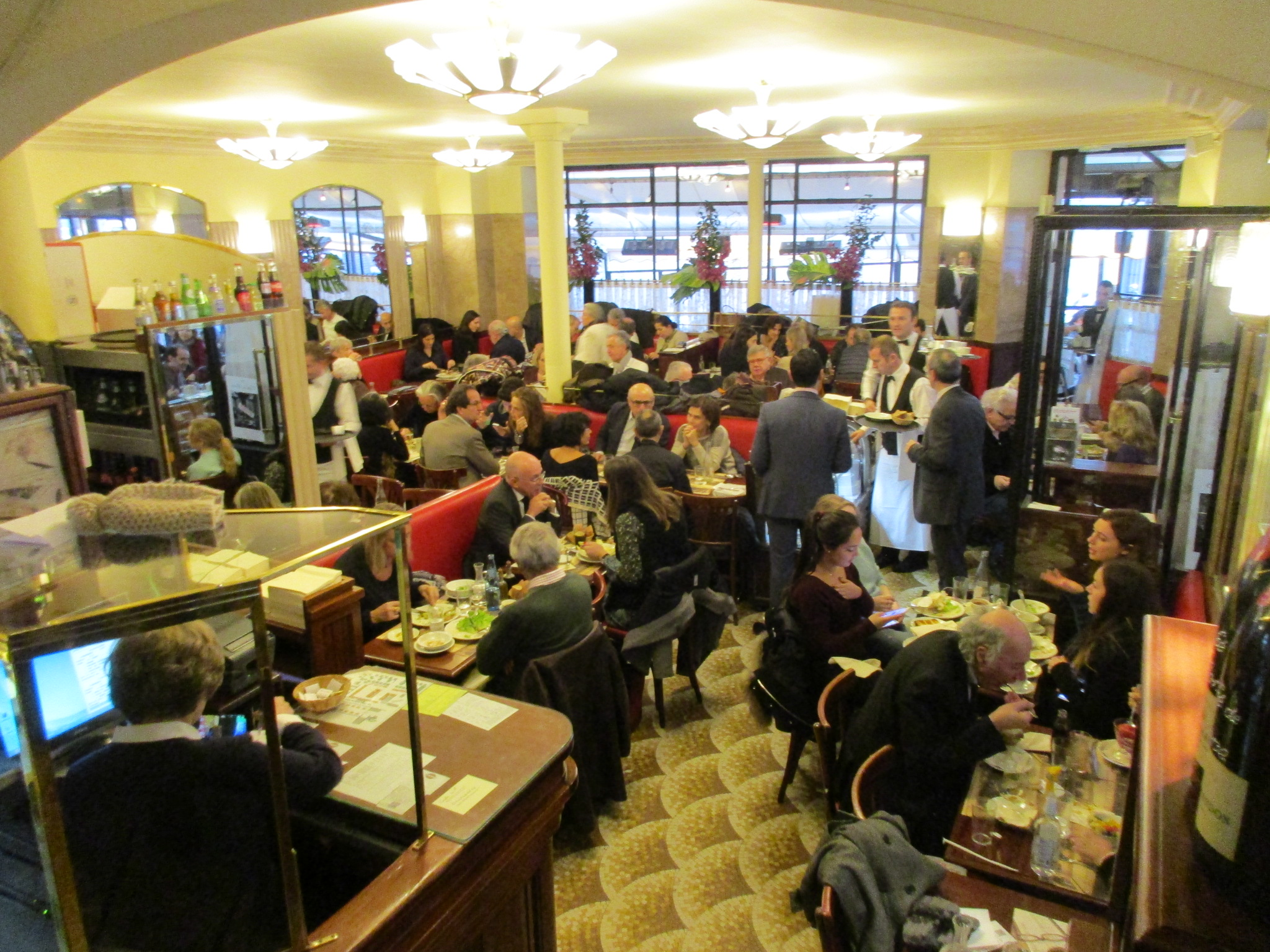
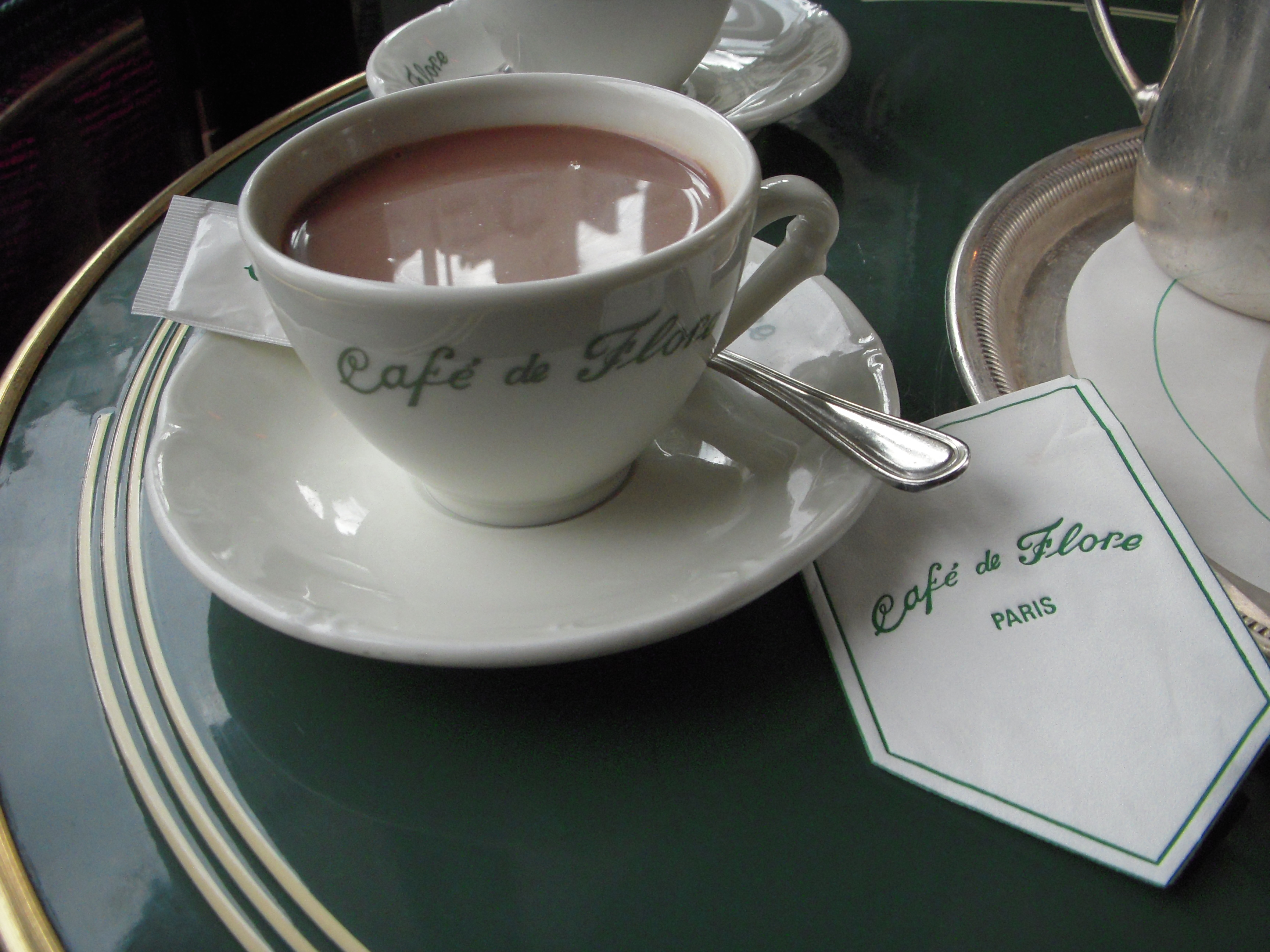
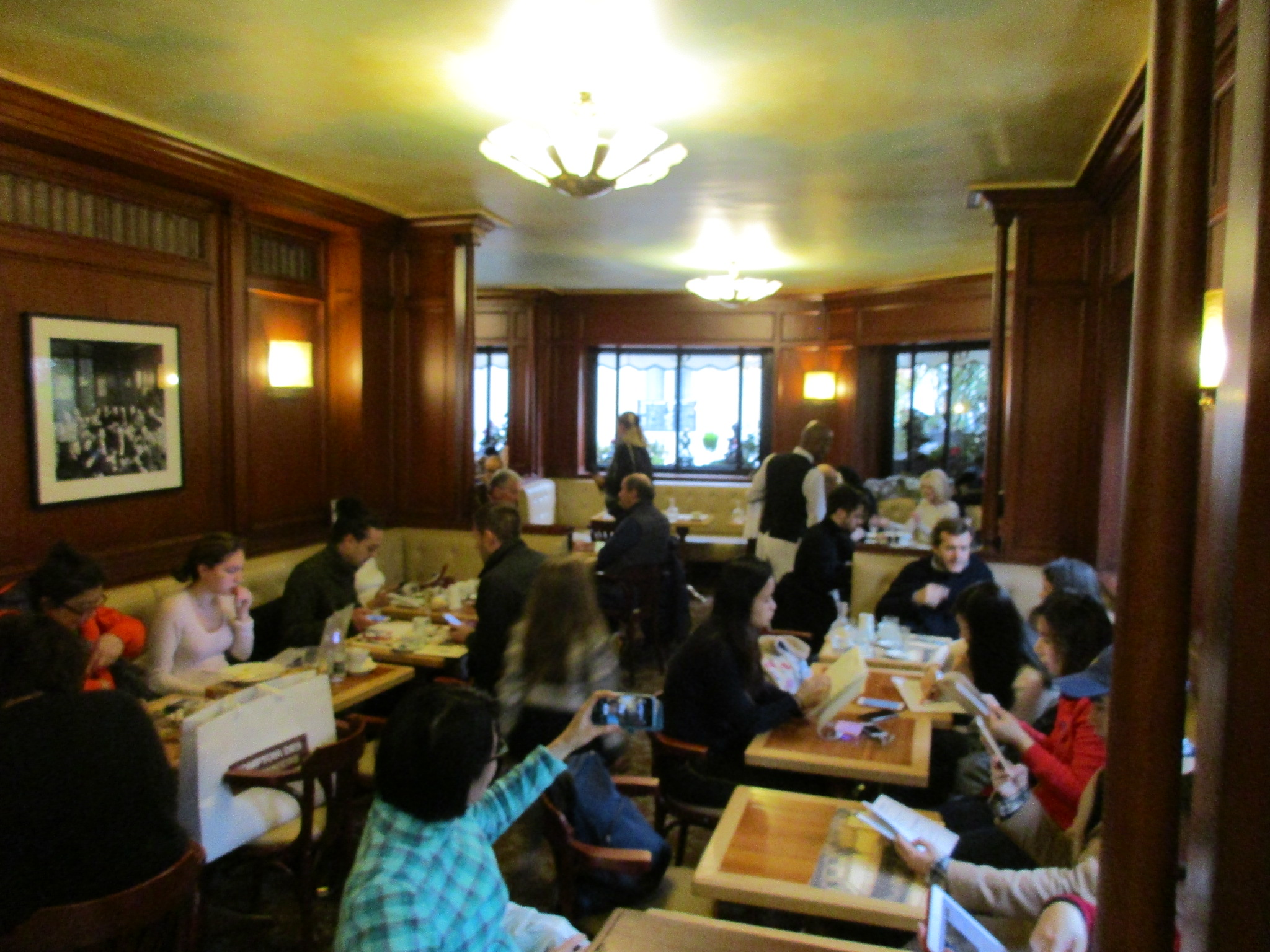
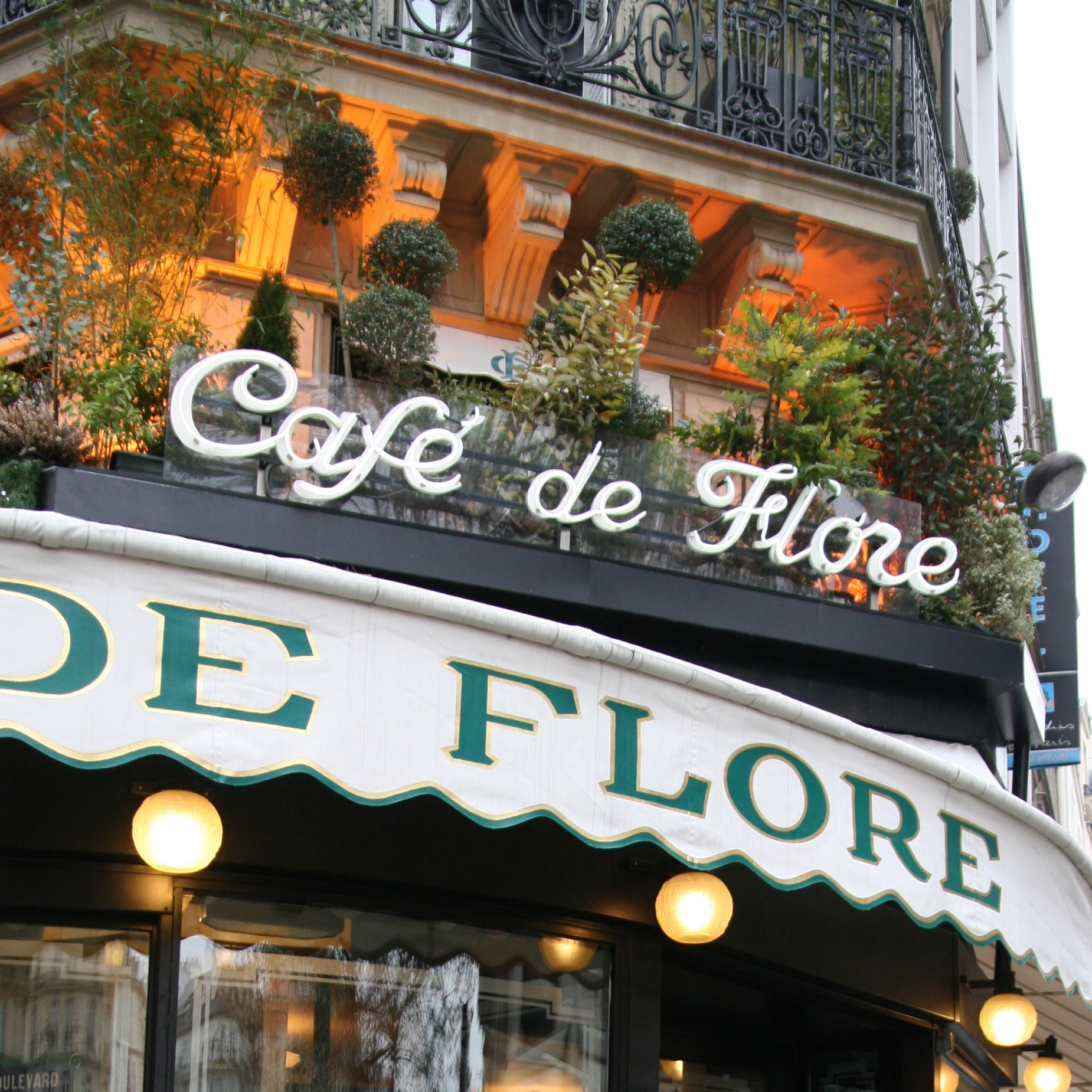
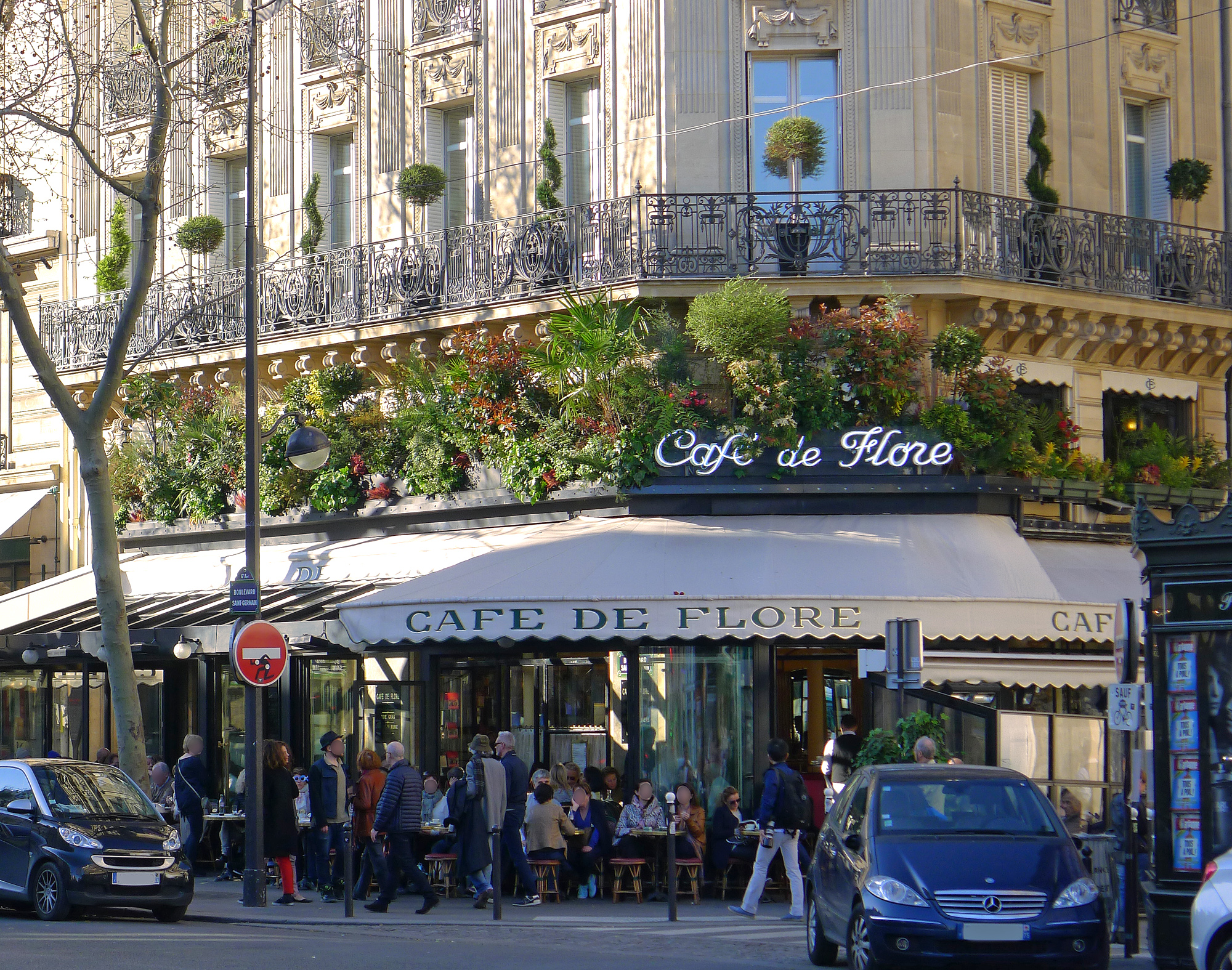
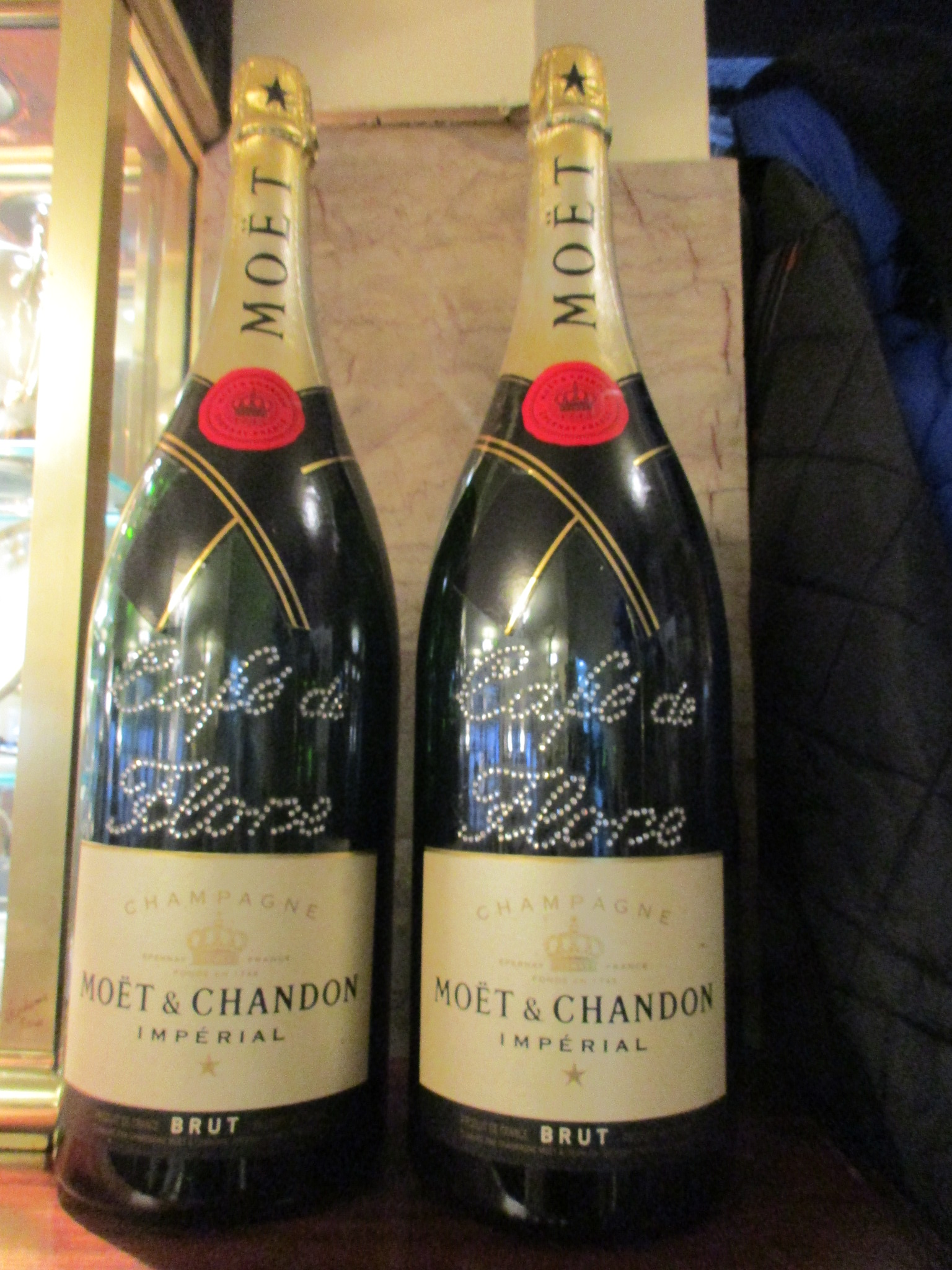
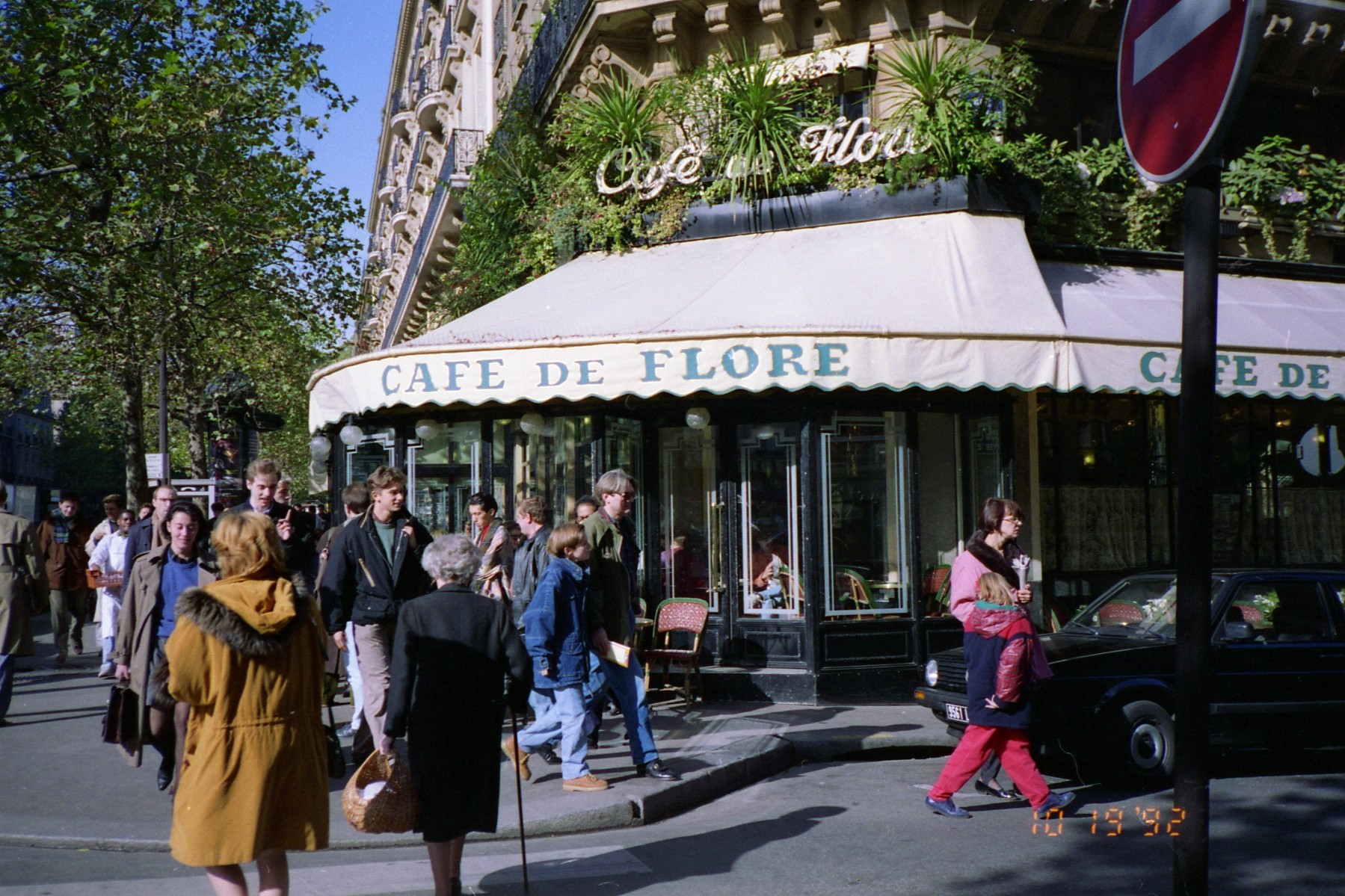
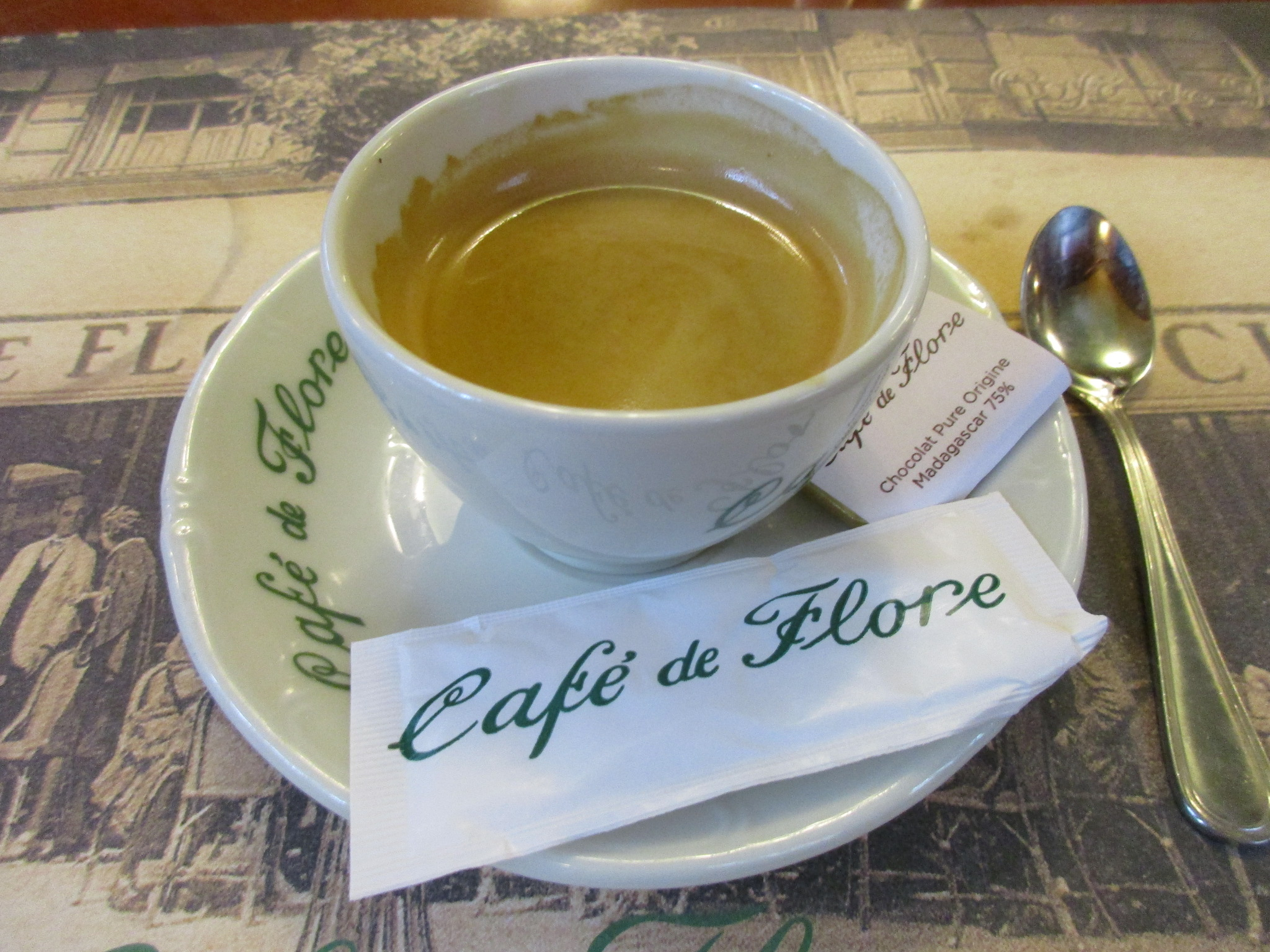
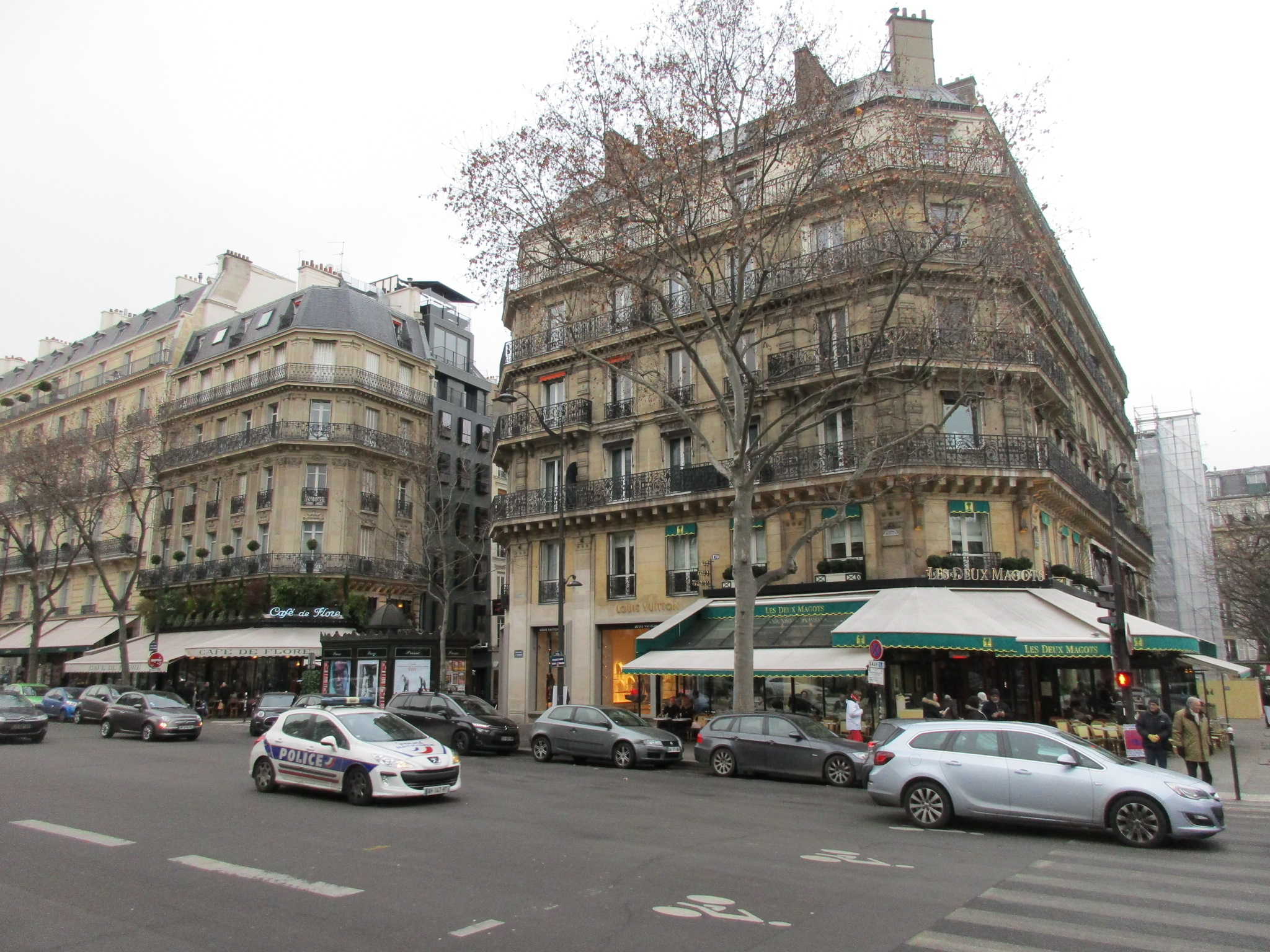